# Crassula vaillantii
Crassula vaillantii ((Willd.) Roth., 1827) è una pianta succulenta appartenente alla famiglia delle Crassulaceae. Si tratta di una delle tre specie di Crassula endemiche nel territorio italiano, ma in natura occupa un vasto areale, che include il Bacino del Mediterraneo, il Sudafrica e parte dell'Asia Centrale.
L'epiteto specifico è stato scelto in onore di Sébastien Vaillant(1669-1722), botanico francese membro dell'Académie des Sciences, e precursore di Linneo nella moderna classificazione botanica.

## Descrizione
È una pianta erbacea annuale, rara e a portamento eretto, che cresce ad altitudini al di sotto dei 500 metri sul livello del mare. Può raggiungere i 15 centimetri d'altezza ed è una pianta terofita.
Le foglie succulente sono di colore verde-rossastro, lunghe 2-4 millimetri e larghe circa la metà, con la faccia superiore piatta e quella inferiore convessa. Ha delle infiorescenze di colore rosso-rosa che si sviluppano nel periodo compreso tra febbraio e maggio. Il frutto è un folliceto (polifollicolo) formato da follicoli subtrigoni, contratti nello stilo e divergenti all'apice. Ciascuno follicolo contiene circa 8-12 semi di forma oblungo-cilindrica, ottusi, con lievi strie (striature) longitudinali di colore giallastro.
Come le altre specie appartenenti al suo genere, la C. vaillantii si riproduce per talea o per seme.